# Energiewende
Energiewende (вимова [ʔenɐˈɡiːˌvɛndə] ( прослухати), укр. енергетичний перехід) — це постійний перехід Німеччини до низьковуглецевого, екологічно безпечного, надійного та доступного енергопостачання. Нова система має намір значною мірою покладатися на відновлювані джерела енергії (зокрема, вітрову, фотоелектричну та гідроелектроенергію), енергоефективність та управління попитом на енергію.
Законодавча підтримка Energiewende була прийнята наприкінці 2010 року і включала скорочення викидів парникових газів на 80–95 % до 2050 року (порівняно з 1990 роком) і цільове використання відновлюваної енергії на 60 % до 2050 року Німеччина вже досягла значного прогресу у досягненні мети скорочення викидів парникових газів до запровадження програми, досягнувши зниження на 27 % між 1990 і 2014 роками. Однак країні потрібно буде підтримувати середній рівень скорочення викидів парникових газів на рівні 3,5 % на рік, щоб досягти своєї мети енергетичного переходу, що дорівнює максимальному історичному значенню на цей час. Загальний енергетичний баланс Німеччини все ще має високу частку CO2 через значне використання вугілля та викопного газу.
У рамках Energiewende Німеччина поступово відмовилася від атомної енергетики у 2023 році і планує вивести з експлуатації всі існуючі вугільні електростанції до 2038 року Дострокове виведення з експлуатації ядерних реакторів країни було особливо суперечливим.

## Історія

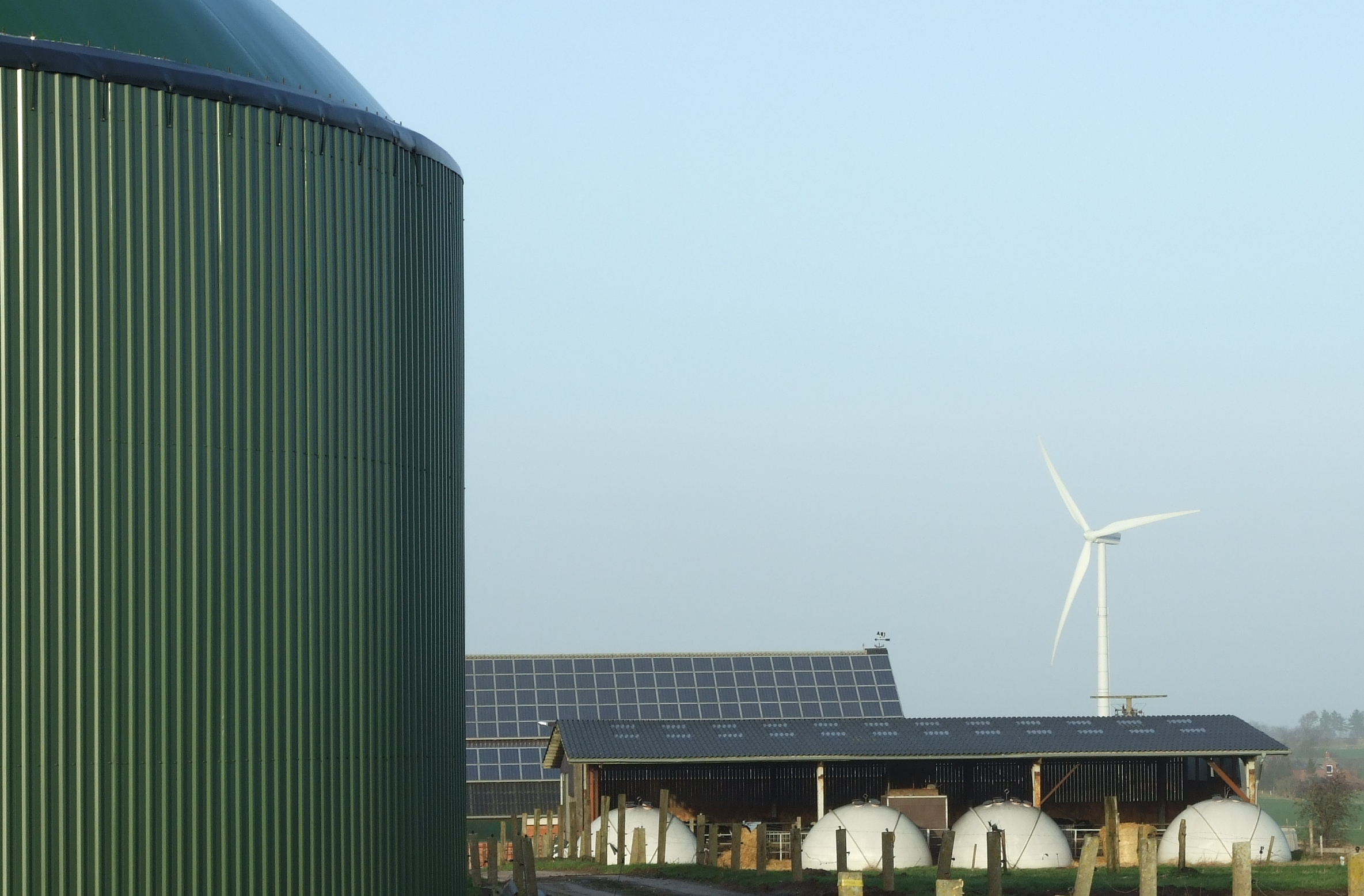
Основні відновлювані джерела енергії в Німеччині: біомаса, енергія вітру та фотогальваніка

Ключовий політичний документ, що описує енергетичний перехід, був опублікований урядом Німеччини у вересні 2010 року, приблизно за шість місяців до аварії на АЕС у Фукусімі. Законодавча підтримка прийнята у вересні 2010 року. 6 червня 2011 року, після аварії на Фукусімі, уряд зосередився на відмові від ядерної енергетики. Пізніше цю програму назвали «вендеттою Німеччини проти ядерної енергетики» і приписали зростаючому впливу ідеологічно антиядерних зелених рухів у мейнстрімі політики. У 2014 році тодішній федеральний міністр економіки та енергетики Зігмар Габріель лобіював шведську компанію Vattenfall щодо продовження інвестицій у шахти бурого вугілля в Німеччині, пояснюючи, це тим, що «ми не можемо одночасно відмовитися від атомної енергетики та виробництва електроенергії на основі вугілля». Подібну заяву Габріеля згадав Джеймс Хансен у своїй книзі 2009 року " Шторми моїх онуків " — Габріель стверджував, що «використання вугілля було важливим, оскільки Німеччина збиралася поступово відмовитися від ядерної енергетики. Крапка. Це було політичне рішення, і це було не підлягає обговоренню».
У 2011 році Комітету з питань етики з безпечного енергопостачання було доручено оцінити доцільність відмови від ядерної енергетики та переходу на відновлювані джерела енергії, і він дійшов висновку, що повної відмови від ядерних електростанцій можна було досягнути в найближче десятиліття.
У 2019 році Федеральний суд аудиторів Німеччини визначив, що програма коштувала 160 мільярдів євро за останні 5 років, і розкритикував витрати за те, що вони «надзвичайно непропорційні результатам». Попри широку початкову підтримку, станом на 2019 рік програма сприймається як «дорога, хаотична та несправедлива» та «масовий провал».
Після російського вторгнення в Україну у 2022 Німеччина оголосила, що відновить 10 ГВт вугільні електростанції, щоб нібито «економити природний газ» після недавнього дефіциту в Європі. Це призвело до подальшої критики стратегії Energiewende та того, як це вплинуло на різні країни Європи. Міхаель Кречмер (CDU) оголосив Energiewende провалом, підкресливши, що відновлювана генерація є недостатньою, а можливості базового навантаження досягли своєї межі. Він закликав скасувати поетапне припинення ядерної енергетики та перезапустити реактори, що залишилися, доки не буде створена нова здійсненна стратегія.
З лютого 2022 точилися гарячі дебати щодо призупинення поетапного виведення ядерних реакторів та перезапуску ще діючих реакторів, щоб краще впоратися з енергетичною кризою, спричиненою російським вторгненням в Україну. Також у серпні 2022 німецька контррозвідка почала розслідування щодо двох високопосадовців міністерства енергетики Німеччини, підозрюваних у представленні інтересів Росії.
У березні 2024 Федеральний суд аудиторів опублікував звіт, у якому оцінив політику як таку, що не відповідає цілям за низкою пунктів: запланована частка відновлюваної енергії у 80% потребує диспетчеризованих джерел, але передбачувані 10 ГВт виробництва викопного газу не є ні достатніми, ні в розкладі; розширення електричної мережі відстає від графіка на 6000 км і 7 років; безпека ланцюга постачання оцінена недостатньо; системні витрати на забезпечення 24/7 генерації недооцінені та базуються на сценаріях «найкращого випадку»; встановлена потужність у ВДЕ також відстає від графіка на 30%, тоді як очікується зростання попиту на 30% внаслідок електрифікації теплопостачання та транспорту.